# 100434 Jinyilian
100434 Jinyilian è un asteroide della fascia principale. Scoperto nel 1996, presenta un'orbita caratterizzata da un semiasse maggiore pari a 2,6504977 UA e da un'eccentricità di 0,2049929, inclinata di 17,13647° rispetto all'eclittica.